# ベンジャミン・グレイザー
ベンジャミン・グレイザー（Benjamin Glazer, 1887年5月7日 - 1956年3月18日）は、1920年代から1950年代にかけて活動したアメリカ合衆国の脚本家、プロデューサー、フォーリーアーティスト、映画監督である。
アイルランドのベルファストでハンガリー系ユダヤ人の家庭に生まれる。アメリカ合衆国に移住後、ペンシルベニア大学ロー・スクールで学び、1906年に弁護士となる。
グレイザーは映画芸術科学アカデミーの創設メンバーの1人である。グレイザーは『第七天国』（1927年）でアカデミー脚色賞、『囁きの木陰』（1941年）で原案賞を獲得した。
妻は女優のシャロン・リンである。1956年に循環器不全によりハリウッドで亡くなる。

## 主なフィルモグラフィ
- メリー・ウイドー The Merry Widow (1925)
- 肉体と悪魔 Flesh and the Devil (1926) 脚本
- 第七天国 Seventh Heaven (1927) 脚本
- 黄金の世界へ The Trail of '98 (1928) 脚本
- 放蕩息子 The Devil to Pay! (1930) 脚本
- リリオム Liliom (1930) 翻訳（クレジット無し）
- マタ・ハリ Mata Hari (1932) 脚本
- 戦場よさらば A Farewell to Arms (1932) 脚本
- ゼイ・メイド・ミー・ア・クリミナル They Made Me a Criminal (1939)
- Paris Calling (1941) 脚本・製作
- Song of My Heart (1948) 脚本・監督
- 回転木馬 Carousel (1956) 脚本